# Aphanelytrum
Aphanelytrum  Hack. é um género botânico pertencente à família Poaceae, subfamília Pooideae, tribo Poeae.
Suas espécies ocorrem na América do Sul.

## Espécies
Apresenta duas espécies:
- Aphanelytrum decumbens Hack.
- Aphanelytrum procumbens Hack.